# Kaloša
Kaloša este o comună slovacă, aflată în districtul Rimavská Sobota din regiunea Banská Bystrica. Localitatea se află la altitudinea de 175 m deasupra n.m., se întinde pe o suprafață de 15,13 km2 și în 2017 număra 805 locuitori. Se învecinează cu Figa, Rimavská Sobota și Žiar, Revúca.

## Istoric
Localitatea Kaloša este atestată documentar din 1247.

## Demografie
| An:                | 1994 | 2004    | 2014    | 2024   |
| ------------------ | ---- | ------- | ------- | ------ |
| Număr de persoane: | 610  | 683     | 776     | 815    |
| Diferență:         |      | +11,96% | +13,61% | +5,02% |

| An:                | 2023 | 2024   |
| ------------------ | ---- | ------ |
| Număr de persoane: | 812  | 815    |
| Diferență:         |      | +0,36% |